# Malattia di Degos
La malattia di Degos (anche conosciuta come malattia di Köhlmeier-Degos o papulosi atrofica maligna) è una vasculopatia estremamente rara che interessa la tonaca interna di arterie e vene di piccole e medie dimensioni. Esita in occlusioni dei vasi con infarto dei relativi territori di irrorazione.

## Storia
La malattia prende il nome da Robert Degos che la identificò come entità clinica nel 1942, dopo che fu descritta da Kohlmeier nel 1941.

## Eziologia
È stato suggerito che non sia una patologia separata, ma il risultato finale di molti disordini vascolari sistemici.

## Clinica
I vasi interessati sono nella maggior parte dei casi quelli che irrorano la pelle, il tratto gastrointestinale e il sistema nervoso centrale, incluso il cervello. Ciò può provocare ischemia intestinale (ischemia mesenterica o colite ischemica), lesioni cutanee croniche, lesioni oculari, ictus, lesioni spinali, mononeurite multipla, epilessia, mal di testa o disturbi cognitivi. Sono stati riportati anche versamenti pleurici o pericardici.

## Trattamento
Le opzioni di trattamento sono limitate, e fino a poco tempo fa consisteva principalmente di farmaci antipiastrinici o anticoagulanti o farmaci immunosoppressori con pochi casi segnalati di sopravvivenza prolungata. Più di recente l'eculizumab e treprostinil sono stati sperimentati.
Scoperto dalla dermatopatologa Cynthia Magro, la risposta all'Eculizumab è spesso immediata e drammatica, ma è stato di durata limitata ed è molto costoso. Sono necessarie le infusioni ogni 14 giorni.
L'uso del Treprostinil è stato segnalato per portare risultati nel tratto gastrointestinale e nel sistema nervoso centrale, così come una compensazione delle lesioni cutanee, ma i rapporti sono limitati. Il Treprostinil può essere più efficace di altri vasodilatatori perché può anche aumentare la popolazione di cellule endoteliali circolanti, consentendo angiogenesi.

## Prognosi
Ci sono meno di 50 pazienti viventi con questa condizione attualmente presenti in tutto il mondo, e meno di 200 casi riportati in letteratura medica.
Il risultato di questa malattia può essere fatale con una sopravvivenza media di 2 a 3 anni,  anche se alcuni sembrano avere soltanto una forma benigna (Degos acanthoma) che interessa solo la pelle.

## Scoperte recenti
Un paziente a cui è stata diagnosticata la forma sistemica maligna della malattia ed era gravemente malato è stato riscontrato che presentava complessi C5b-9 nei vasi coinvolti della pelle biopsia.  È stato quindi utilizzato Eculizumab per il trattamento della microangiopatia trombotica, un farmaco anticorpale monoclonale umanizzato che viene normalmente utilizzato nel trattamento dell'Emoglobinuria parossistica notturna. Il paziente ha sperimentato un notevole miglioramento delle sue condizioni. I medici dell'Albany Medical College sono stati successivamente in grado di trattare un paziente pediatrico Degos con eculizumab.
Il team ha successivamente osservato la risoluzione delle lesioni cutanee di Degos in un paziente adulto con una sindrome di sovrapposizione che coinvolge lupus, sclerosi sistemica e malattia di Degos, che è stato trattato con treprostinil per la loro ipertensione polmonare. Hanno notato che il paziente pediatrico Degos stava sviluppando complicanze significative nonostante il trattamento con eculizumab, quindi è stato incorporato nel trattamento il treprostinil. Tutti i sopravvissuti a lungo termine noti alla malattia sistemica di Degos sono in trattamento con un combinazione di eculizumab e treprostinil.